# Elezioni parlamentari in Malaysia del 2018
Elezioni parlamentari in Malaysia del 2018 si sono tenute il 9 maggio per il rinnovo del Dewan Rakyat, la camera bassa del Parlamento della Malaysia.

## Esito
La coalizione di opposizione, Pakatan Harapan ("Alleanza della Speranza"), si è affermata vincendo 113 seggi su 222, segnando la fine del lungo dominio del Barisan Nasional, che governava il paese dal 1957.
Il nuovo primo ministro sarà il leader della coalizione, Mahathir Mohamad, diventando così, a 92 anni, il premier più anziano del mondo. Mahathir è già stato premier per ben 22 anni consecutivi, dal 1981 al 2003, alla guida proprio della coalizione Barisan Nasional. La sconfitta del Barisan Nasional è dovuta principalmente al diffuso malcontento nei confronti dell’ex primo ministro Najib Razak, al suo coinvolgimento in un grande scandalo di corruzione e alla sua eccessiva disponibilità ad accogliere gli investimenti cinesi in Malaysia.